# Бірманська кухня

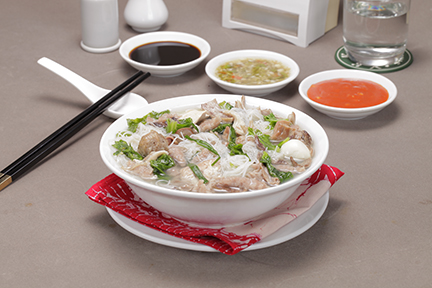
Киай-ох

Бірманська кухня — традиційні страви бірманців, мешканців М'янми. Втім сюди також долучать традиційні кухні народів цієї держави — шан, мон, араканів. Також бірманська кухня зазнала впливу китайської та індійської внаслідок близького сусідства. Від китайської перейняли застосування сої, рису, пельменів і приготування страв у воку, від індійської — застосування гострих спецій і численних приправ.

## Формуваннян
В давнину і Середньовіччя сучасна територія М'янми не становила єдиної держави. Тут існували держави Аракан (на кордоні з Бенгалією), Ава і Паган (суто бірманські утворення), Пегу (південь сучасної М'янми), На півночі утворилися держави народу шан. Відповідно кожен з народів та держава формувала власну кухню з огляду на місцеві особливості. Також зазнавала культурних впливів сусідів, зокрема Китаю та Бенгалії (тут фактично існувала індійська традиційна кухня).

## Особливості
Головні акценти базуються на збереженні балансу чотирьох основних смаків: кислого, солоного, гострого і гіркого. Рис (хт'амін) становить незамінну основу практично будь-якої бірманської страви. Також подається на додаток до найрізноманітніших страв (входить навіть до складу салатів і десертів) і є характерною особливістю кухні М'янми. Його обов'язково додають до м'ясних і рибних страв, використовують для фарширування м'ясних продуктів і овочів, смажать, варять і обробляють ще 357 способами.
Використовується велика кількість місцевих овочів і фруктів, а також морепродукти і водорості. З м'яса бірманці воліють баранину або птицю (яловичина — табу для буддиста). Широко поширенні спеції та прянощі, бірманська кухня дещо менш гостра за індійську.

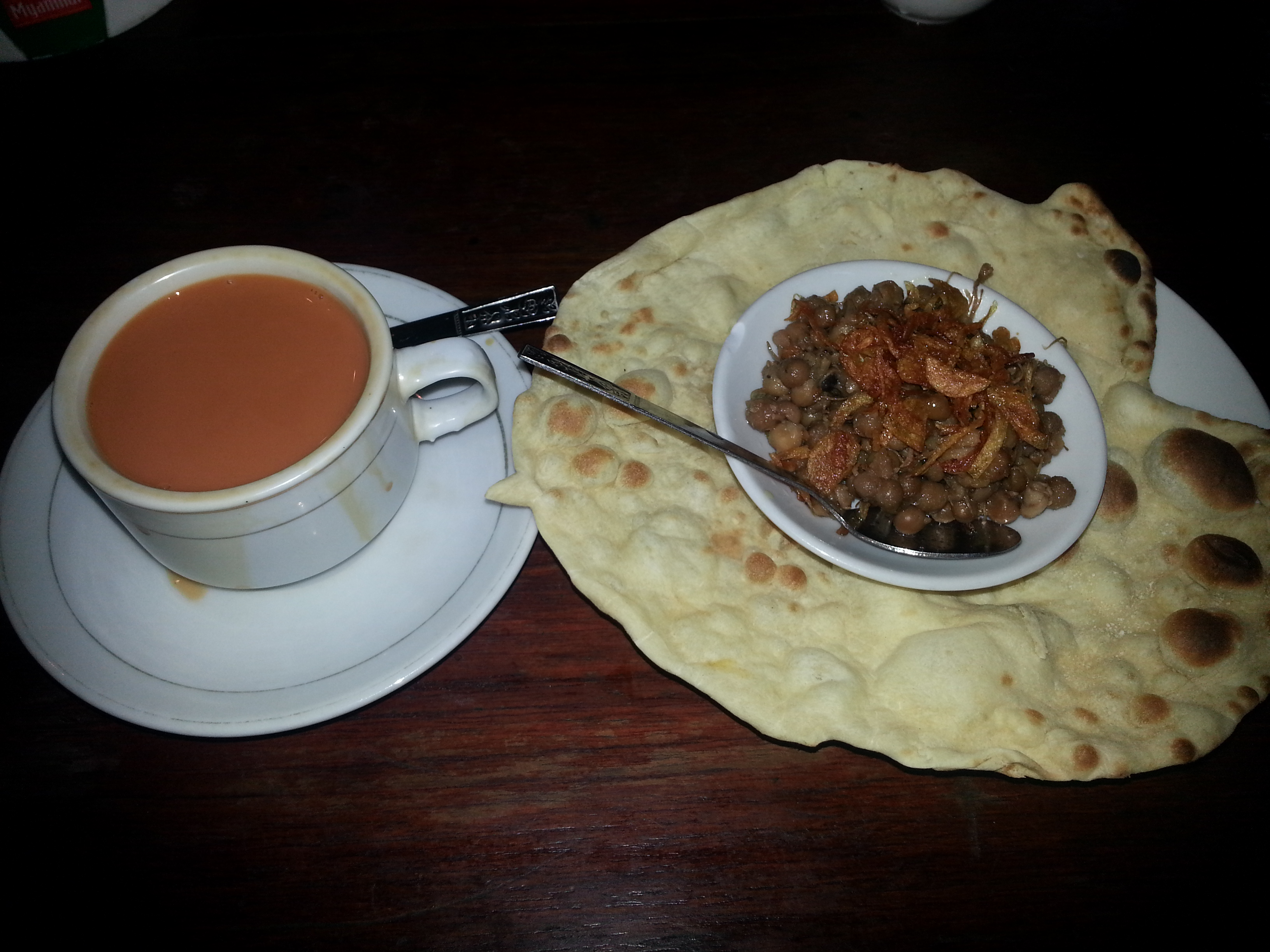
Корж нам-б'я з баранячим супом

До кожної страви додаються численні гарніри, яких доволі багато. Одним з таких гарнірів незмінно є суп. Таця зі свіжими або приготованими на пару овочами і зеленню — ще один поширений додаток до основної страви. До столу подають коржі з рисового борошна нам-б'я і палата.
Більш автентична в нижній М'янмі (Янгон і наближена дельта), з великим ухилом в бік рибних страв і переважанням кислих смаків. У верхній М'янмі (центром якої є Мандалай), при приготуванні страв частіше використовується насіння кунжуту, горіхи і боби. Це так звана кухня Шан. Кухня Мон найбільше поширена в поселеннях, розташованих між містами Баго і Молам'ян, відображає основні традиції бірманської кухні з великим ухилом до різних варіацій карі, страв яких нараховує більш 12. Араканська кухня включає в себе безліч страв з бобів, дуже гострі каррі і різні коржики, що нагадують лаваш.

## Закуски

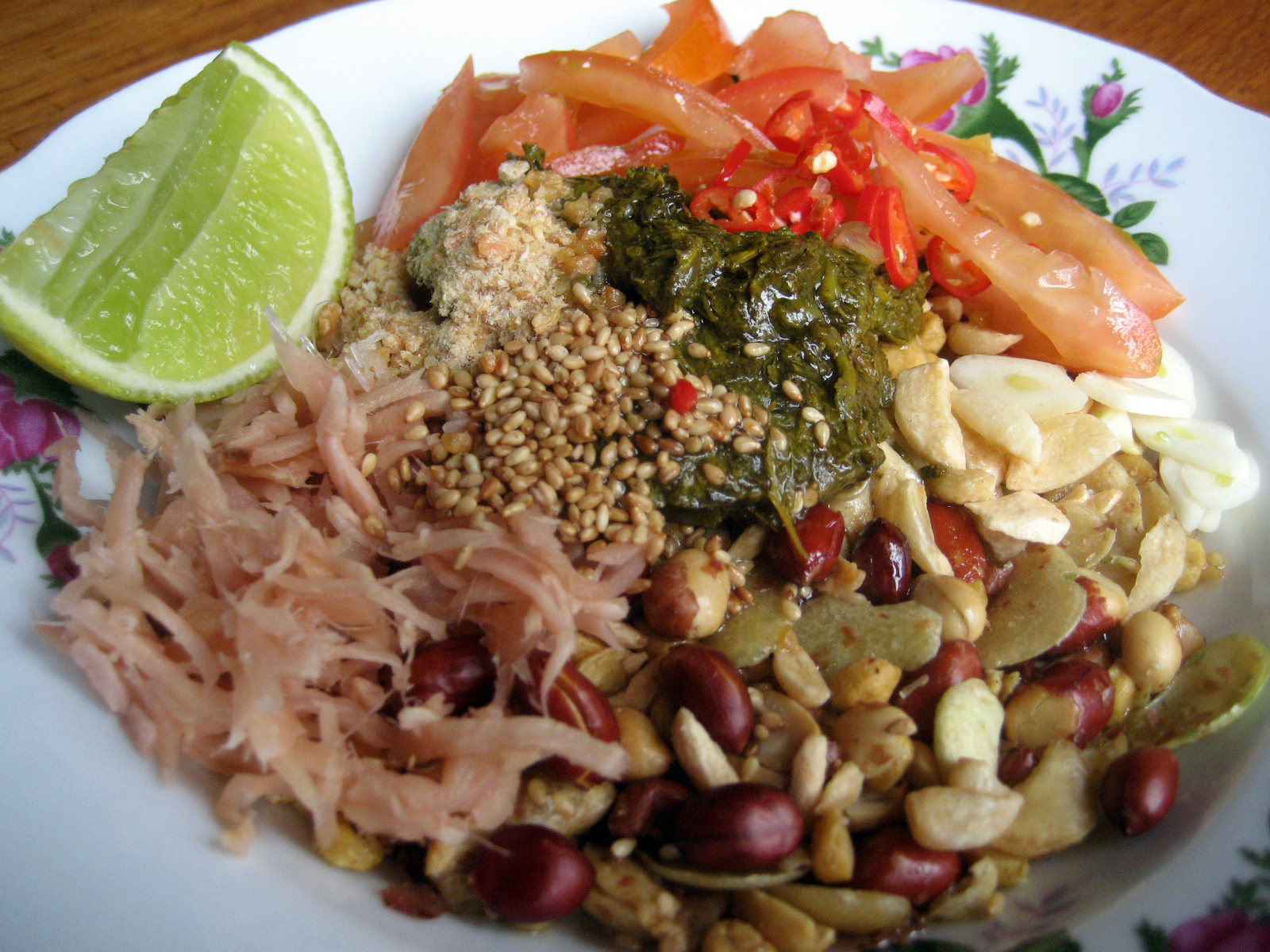
Лахпет
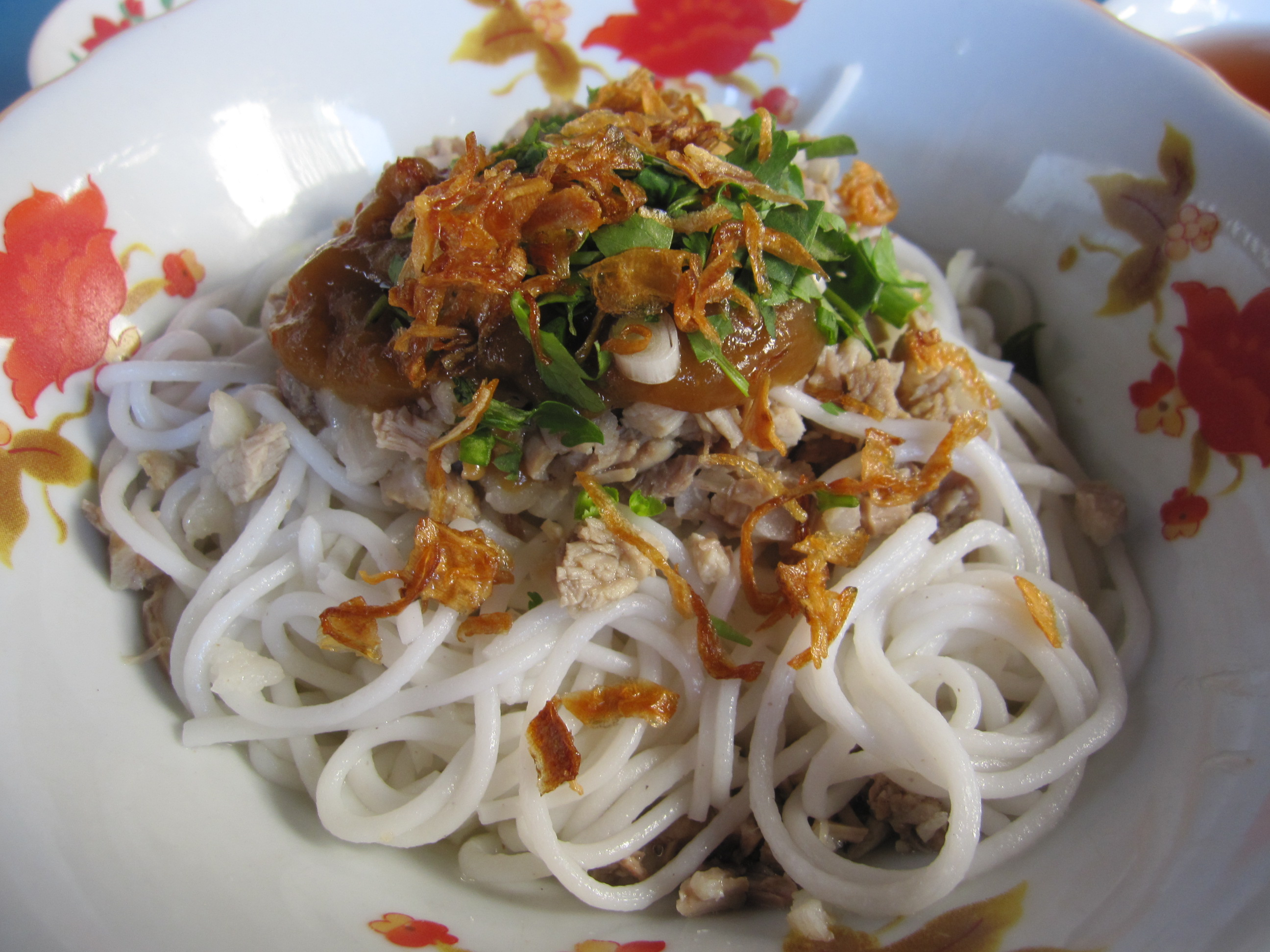

Особливістю кухні є численні салати:
- рисовий салат «леток сон» — його основна складової широка рисова локшина (nangyi dhouq);
- рисовий салат «т'амін чін» — з кольорового рису з додаванням куркуми
- легкий, пряний і гострий салат зі свіжих овочів або фруктів, приправлений свіжовичавленим соків лайма, цибулею, арахісом, запеченим нутом, змеленим в порошок і гострим перцем чилі;
- маджі-увек тхук — з молодим листям тамаринда;
- шаук-тхі дхук — основу становить специфічний місцевий лимон;
- уват найот тут — зі свинячих вушок з зеленню;
- імбирний салат — з пекінської капусти, обсмаженої в киплячій олії квасолі і сочевиці, маринованого імбиру, цибулі, гострого перцю, арахісу, лимонного соку, рибного соусу;
- ек-п'ек тхук — ферментоване чайне листя і боби з додаванням помідорів і капусти і приправлений соком лайма. Серед самих бірманців страва користується неймовірною популярністю як закуска, особливо серед студентів, яким необхідно якомога довше залишатися бадьорими в період іспитів і тестів, адже кофеїн, що міститься у ферментованих чайних листках, дуже цьому сприяє.

У бірманців вкрай популярні страви з локшини, вони дуже часто вживаються на сніданок або в як легка закуска між першими або другими стравами. Бірманці полюбляють смажених комах, насамперед павуків, коників, цвіркунів, личинок деревних хробаків, якими із задоволенням закушують.
У всьому районі Шан великою любов'ю користуються маунг джеут — величезні рисові крекери.
Закуски також завершують процес вживання їжі. Популярним закінченням обіду чи вечері й одним з найвідоміших бірманських страв є салат лек-п'є (часто зустрічається написання лахпет) — ферментоване чайне листя, перемішане з кунжутним насінням, смаженими бобами і часником, сушеними креветками, арахісом та іншими хрусткими складниками.
- Лахпет

## Перші страви
Як правило перших страв фактично немає, оскільки супи розглядаються як додаток або гарнір до основної страви чи як фаст-фуд. Найпоширенішими є супи, насамперед сочевичний суп (дал), приготований з додаванням овочів, або кисло-солодкий суп. Також користується пошаною «хміт чин хін» — суп з пагонів бамбука з креветками. Поєднанням першої та другої страви є суп киай-ох, що готується зі наваристого свинячого бульйону з додаванням вермішелі та зелені. 

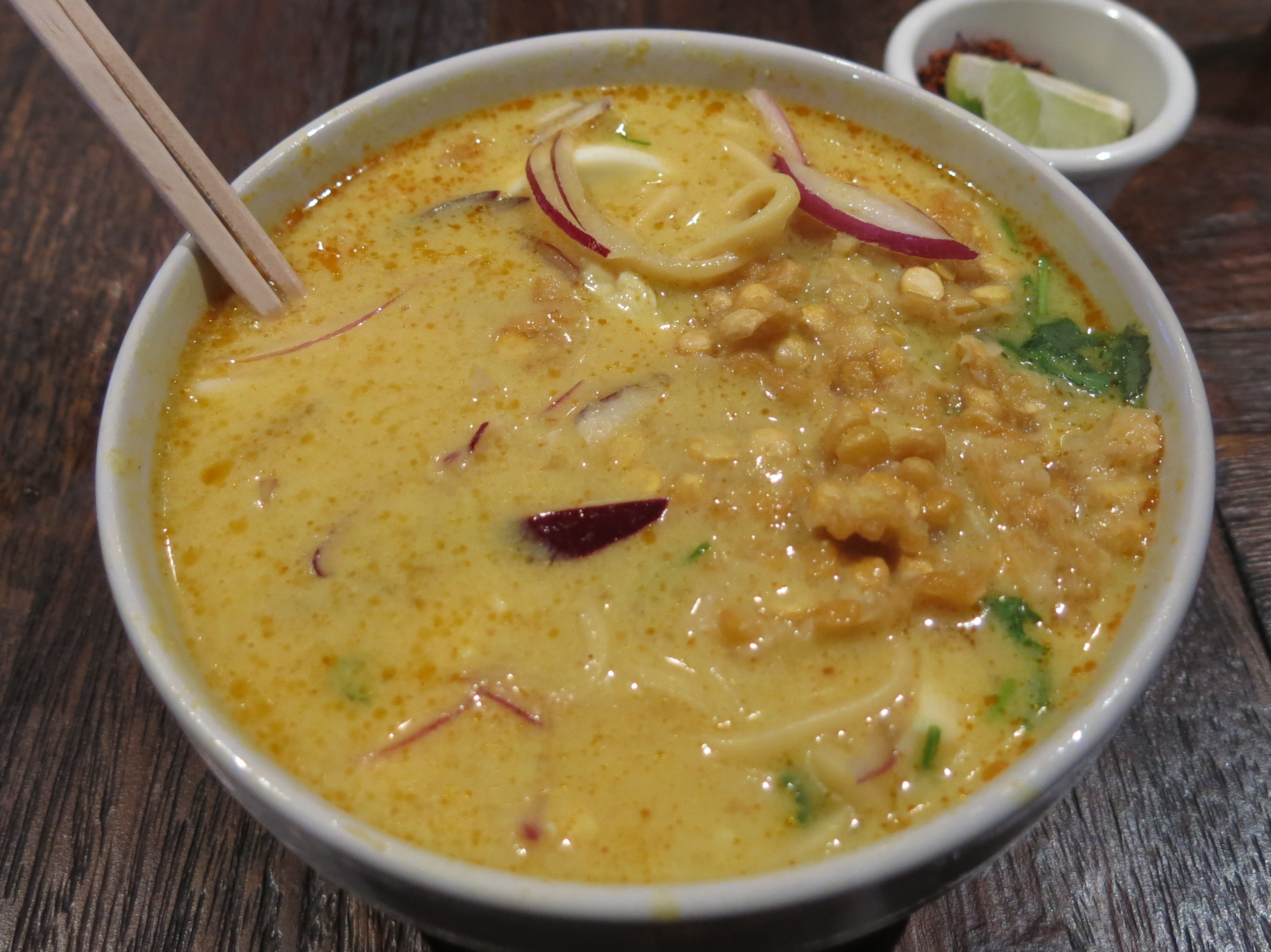
Суп он-но-каук-шве

Особливий суп з локшиною в стилі Шан, де тонка рисова локшина подається в світлому бульйоні з гострою, замаринованою з використанням перцю чилі, свининою чи куркою. Ця страва дуже популярна у всій М'янмі, але найбільш часто його можна зустріти саме в Мандалаї і штаті Шан. В схожому стилі готують традиційний бірманський курячий суп он-но-каук-шве.

## Другі страви
Основа будь-якого бірманського столу — різноманітний рис. Популярний відварений рис зі спеціями («хін»), м'ясом курчати, рибою, овочами, перцем і часником. Китайська локшина обірманилася, перетворилася на частину кухні М'янми під назвою «кау цой чо», що має різновиди в залежності від гарніру (птиця, м'ясо, риба, морепродукти). 
Найпоширенішою стравою, навіть неофіційною національною стравою є мохінга («мун-хінка») — тонка рисова локшина в насиченому рибно-цибулевому бульйоні з додаванням обсмажених у фритюрі овочів або бобових. Готується зі свіжої і сушеної риби, лимонної трави, кокосового молока, рисової локшини, імбиру, часнику, перцю, цибулі, куркуми, яєць і шматочка бананового стебла. Основний секрет — перемішування складників страви допускається безпосередньо при подачі на стіл, ніяк не раніше. Тоді відчувається насиченість рибного бульйону, локшина збережуться незмінно тонкою, не розбухає, хрумтить на зубах суха рибка. Ця страва також розглядається як перша і друга одночасно.
Мондхі — локшина, що нагадує спагеті, подається з шматочком курки або риби. Ще одна популярна страва — рисова локшина шань в китайському стилі зі шматочком курки в бульйоні з кокосового молока. Іншою подібною стравою є «хок-све» — рисова локшина з м'ясом курчати і спеціями.
З китайської кухні запозичено приготування пельменів («пет тут»). Начинкою слугують м'ясо, овочі. Популярними є пельмені, обсмажені на грилі — пет джо джо. Крім того, до бірманської кухні потрапили різні млинці. Найвідомішими серед них є «копь ен» — млинці, що фаршировані овочевою начинкою.
Також в бірманській кухні широко застосовуються яйця, з яких зазвичай готуються омлети з додавання овочів, трав.
В кухні Шан є к'аук сен — особлива локшина в стилі Шан з каррі, а також різні салати з додаванням риби і м'яса. Іншою популярною стравою цієї кухні є страва з рису з рибою і великою кількістю куркуми. Також поширена бобова запіканка тугу.
З м'ясних страв поширені смажені горобці, свинячі вушка, смажена свинина «вік-тха» з авокадо або іншими овочами і фруктами, смажена качка «ун-бе-джо», копчені волові хвости, пророщена соя зі свинячою печінкою, зміїне м'ясо на вугіллі. Доволі популярна страва «ва та ту ту» (бірманський фаст-фуд) — зварені в бульйоні зі спеціями мариновані тельбухи, язики, сосиски, яйця, які нарізаються шматочками, викладаються і заливаються соусом.
Через наявність виходу до Індійського океану, а також значних рік, в кухні широкого застосовується риба. Зазвичай її готують у воку, але менш обробляють на відміну від китайської кухні. Широко використоють гриль. Річкова риба на грилі (нга чо) поширена серед бірманців. Популярною також є качін — риба, яку готують у травах.

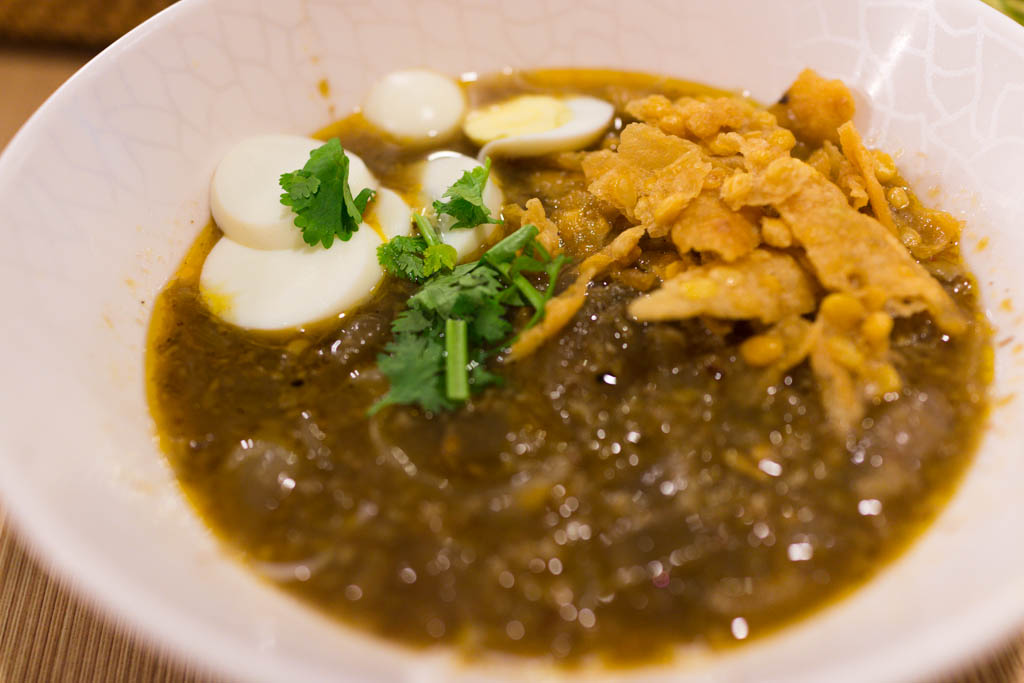
Мохінга
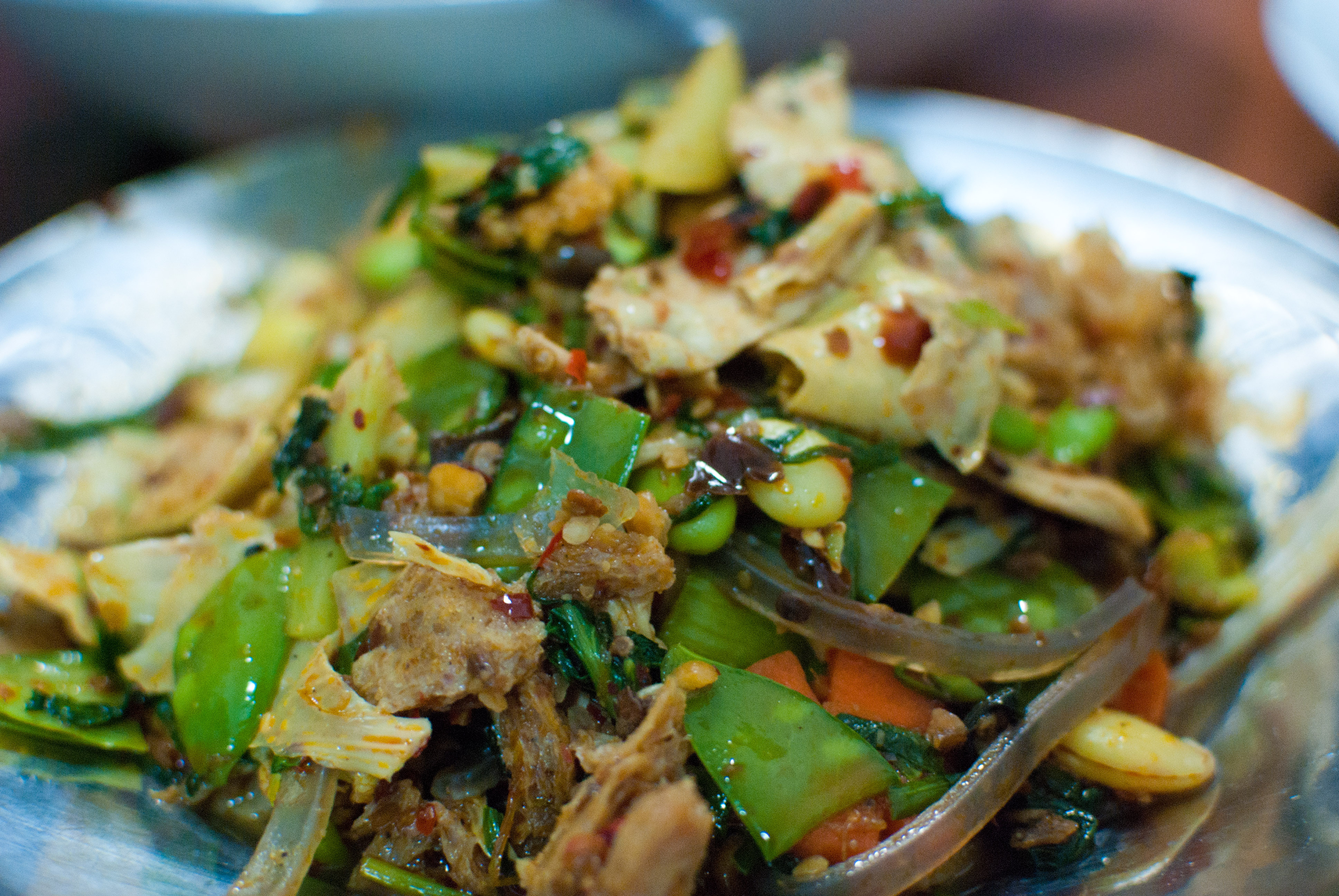
Каррі
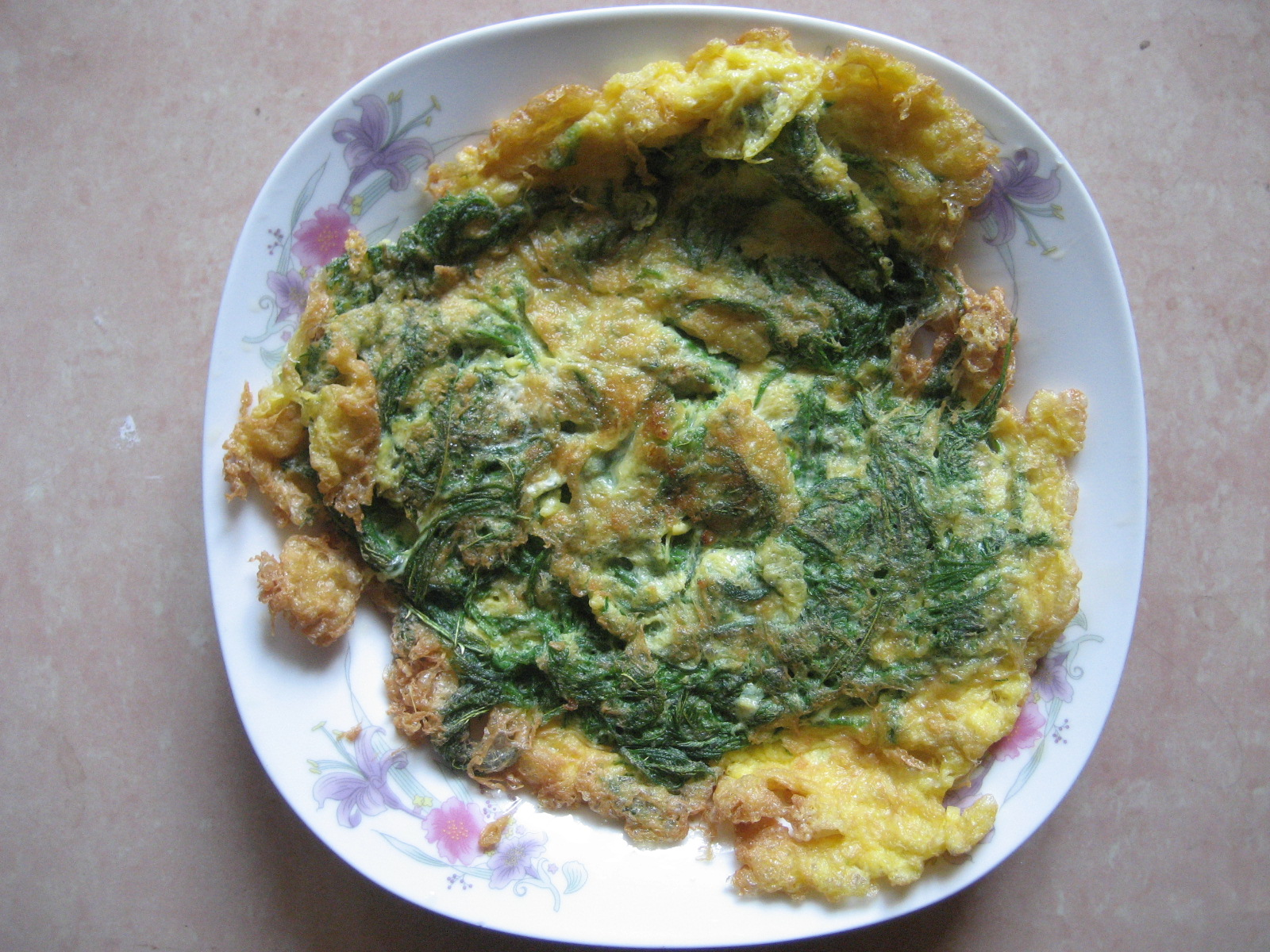
Омлет ча-ом
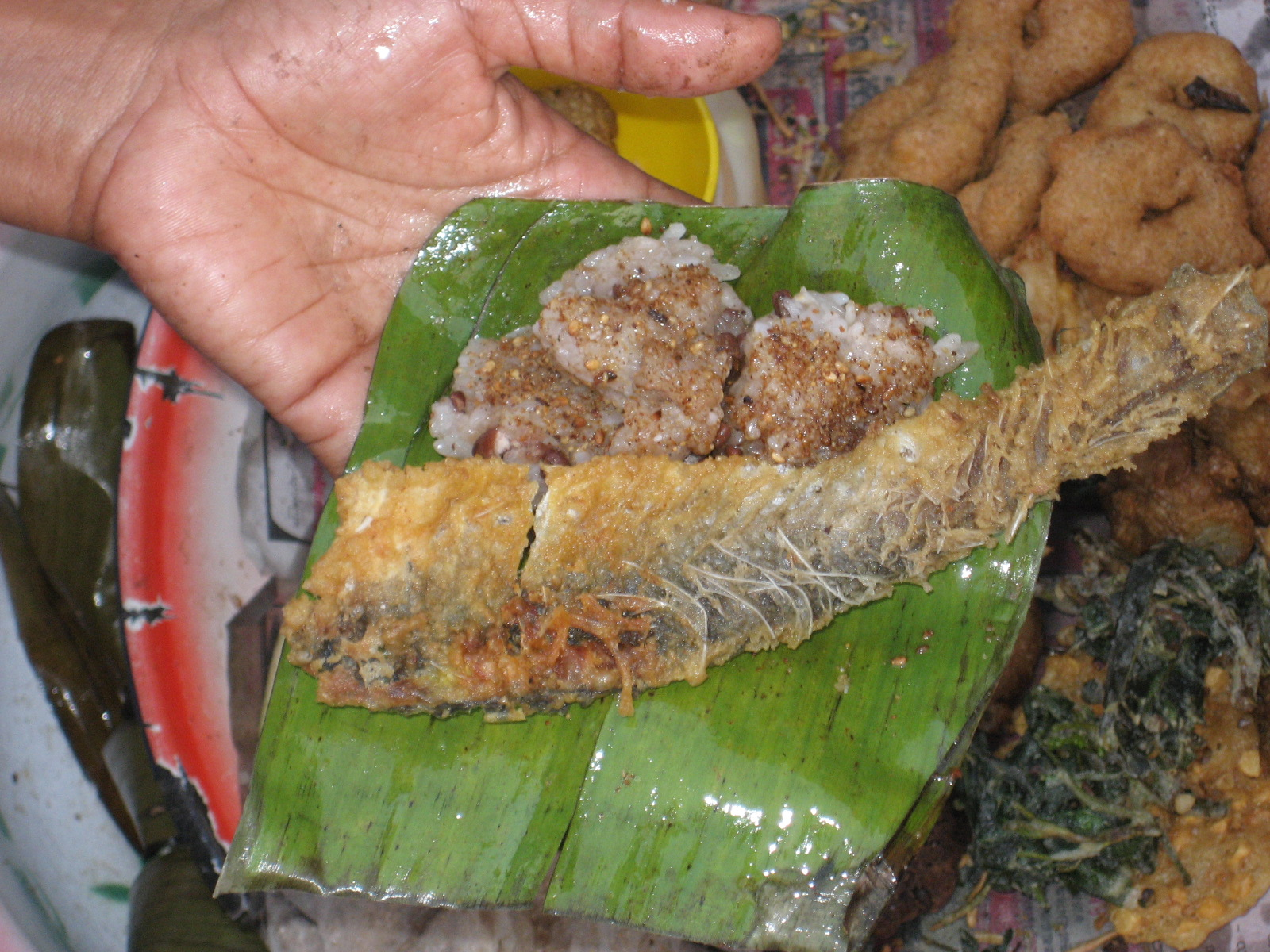
Смажена риба з рисом као-н'їн-баун

## Соуси
Овочі і трави вживаються з різноманітними соусами. На їх приготування йдуть перець, куркума, фініки, імбир, часник, цибуля, пагони бамбука і сої, кокосове молоко, смажений горох, різні місцеві трави і коріння, велика кількість арахісового масла, паста з особливим чином оброблених креветок (з них готують вкрай популярні «нгапі чау» і «балачаун»).

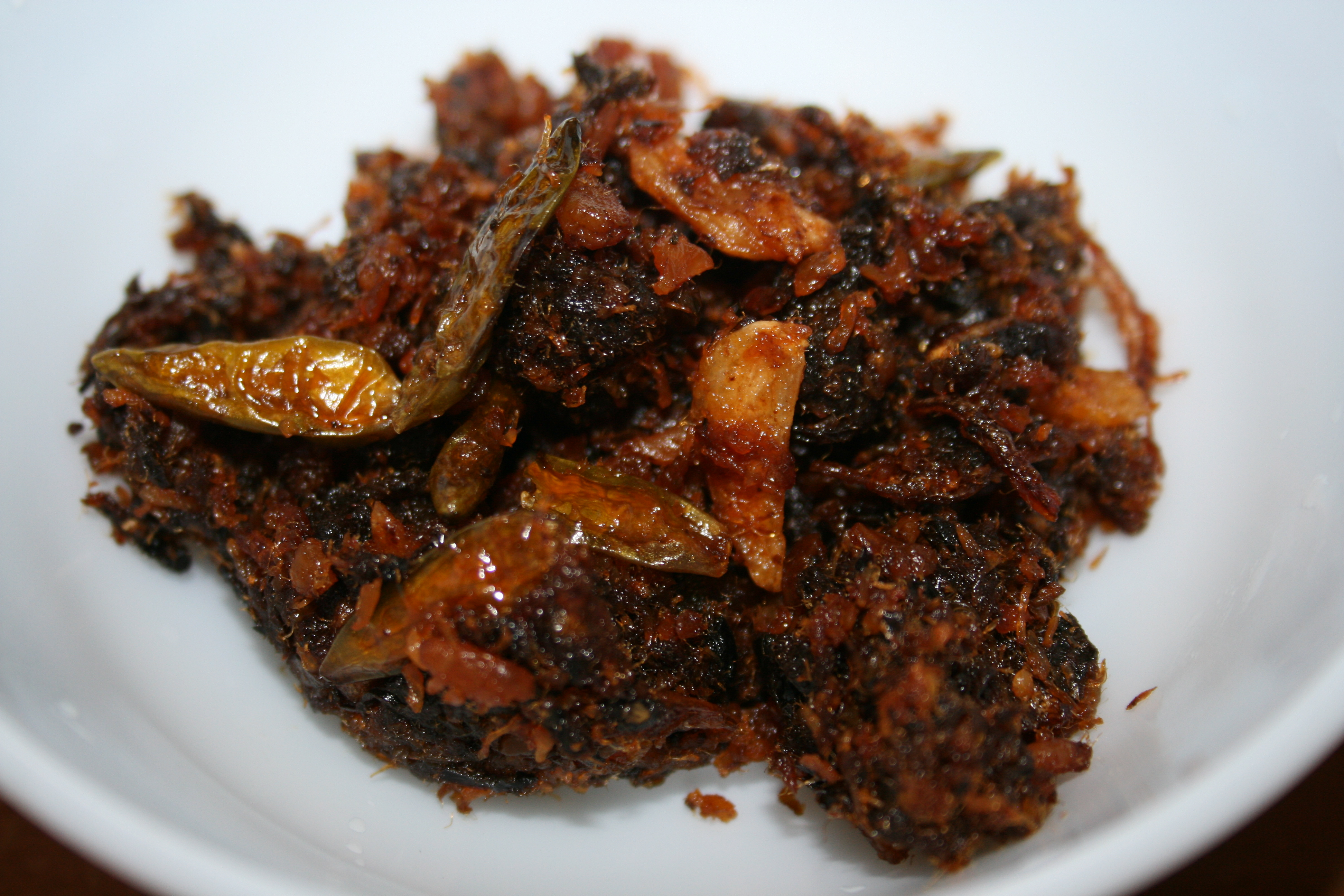
Нгапі з тамаринду

До багатьох страв подається паста нгапі, яку виготовляють із солі, масла і висушених (і особливим чином приготованих, найчастіше — зброджених) риби або креветок, різновид такого продукту «нгапой-яй» часто використовується замість солі. Балачаун складається з перцю чилі, часнику і сушених креветок, смажених в олії. Популярний рибний соус «нгапі-є».

## Десерти
Бірманці полюбляють різні смаколики. Серед них «бейнмок» — млинці з кокосом і арахісом, приготовані на парі, «монт лет кот» — пончики з рисового борошна, обсмажені в олії і залиті цукровим сиропом. Санвін Макін — один з найвідоміших десертів бірманської кухні. Це на кшталт пирога з манної крупи з додавання топленого масла (гхі) та спецій. Готують шляхом кип'ятіння кокосового крему, манної крупи і цукру для отримання густого тіста. Потім вводять яйця для аерації суміші до її випічки.
Дуріан, гуава та інші фрукти (манго, банан, джекфрут, слива, лічі, папая, помело, кавун, гранат, мангустин, цукрове яблуко та рамбутан) зазвичай подаються як десерти.

## Напої
Зазвичай вживається зелений чай з солодощами з маринованого чайного листя і шматочками пальмового цукру (так званий чайний набір — «ля па то»). Чай також вживають із салатами. Присутній великий асортимент чаїв від класичного зеленого до чаю зі спеціями. Багатьом подобається «лахпет іси» — чай зі згущеним молоком.
Широко вживаються соки зі свіжих фруктів, зазвичай манго, слив, гранатів. Сік цукрової тростини з льодом і лимоном — також вкрай популярний місцевий напій.
З алкогольних напоїв вживаються пиво, пунш з пальмового соку хта-єй, пальмовий лікер хта-айєт. Також виготовляються місцеві сорти віскі.

## Вживання
На стіл бірманці відразу ставлять всю їжу, зміни страв немає. До загальної мисці рису, в центрі столу, виставляється безліч маленьких мисочок, в яких салати, овочі, закуски, бульйон, основні страви, риба, приправи, фрукти. Доповнює сервіровку заміна хліба — коржики з рисового борошна.
Рис бірманці їдять кінчиками пальців правої руки, скочують його в невелику кульку і додають приправу. Палички і китайські ложки використовуються для салатів і страв з локшини. Ножі і виделки вживаються рідко, але гостям їх завжди запропонують.